# Push the Sky Away
Push the Sky Away — п'ятнадцятий студійний альбом австралійського гурту Nick Cave and the Bad Seeds, представлений 18 лютого 2013 року на власному лейблі гурту Bad Seed Ltd. Дана платівка стала першою для гурту, в записі якої не взяв участі Мік Харві, який був членом гурту від заснування і залишив його у січні 2009 року. Проте до роботи над альбомом долучився інший учасник гурту, який був членом від заснування і до альбому Your Funeral... My Trial (1986).

## Запис
Запис альбому проходив на студії La Fabrique у Франції, яка знаходиться в особняку 19 століття у Сен-Ремі-де-Прованс. Продюсером альбому виступив Нік Лоне, який працював над 3 попередніми альбомами гурту — «Nocturama» (2003), «Abattoir Blues/The Lyre of Orpheus» (2004) та «Dig, Lazarus, Dig!!!» (2008) — а також над двома альбомами гурту Grinderman. Епізоди із запису платівки були представлені в офіційному трейлері, опублікованому на YouTube каналі гурту після анонсу самого альбому.
Процес запису було задокументовано та представлено 17 вересня 2014 року як фільм «20 000 днів на Землі».

## Список композицій
Автор слів Нік Кейв. 
| #     | Назва                      | Тривалість |
| ----- | -------------------------- | ---------- |
| 1.    | «We No Who U R»            | 4:04       |
| 2.    | «Wide Lovely Eyes»         | 3:40       |
| 3.    | «Water's Edge»             | 3:49       |
| 4.    | «Jubilee Street»           | 6:35       |
| 5.    | «Mermaids»                 | 3:49       |
| 6.    | «We Real Cool»             | 4:18       |
| 7.    | «Finishing Jubilee Street» | 4:28       |
| 8.    | «Higgs Boson Blues»        | 7:50       |
| 9.    | «Push the Sky Away»        | 4:07       |
| 42:40 |                            |            |

| Додаткова композиція iTunes видання | Додаткова композиція iTunes видання | Додаткова композиція iTunes видання |
| #                                   | Назва                               | Тривалість                          |
| ----------------------------------- | ----------------------------------- | ----------------------------------- |
| 10.                                 | «The Making of Push the Sky Away»   | 6:40                                |
| 49:20                               |                                     |                                     |

| Додаткові композиції 7" Deluxe limited edition | Додаткові композиції 7" Deluxe limited edition | Додаткові композиції 7" Deluxe limited edition |
| #                                              | Назва                                          | Тривалість                                     |
| ---------------------------------------------- | ---------------------------------------------- | ---------------------------------------------- |
| 1.                                             | «Needle Boy»                                   | 4:04                                           |
| 2.                                             | «Lightning Bolts»                              | 3:42                                           |
| 7:46                                           |                                                |                                                |

| Додаткові композиції DVD Deluxe limited edition | Додаткові композиції DVD Deluxe limited edition | Додаткові композиції DVD Deluxe limited edition |
| #                                               | Назва                                           | Тривалість                                      |
| ----------------------------------------------- | ----------------------------------------------- | ----------------------------------------------- |
| 1.                                              | «Needle Boy»                                    | 4:04                                            |
| 2.                                              | «Lightning Bolts»                               | 3:42                                            |
| 7:46                                            |                                                 |                                                 |

## Чарти
| Чарт (2013)                                          | Найвища позиція |
| ---------------------------------------------------- | --------------- |
| Австралія Australian Albums (ARIA)                   | 1               |
| Австрія Austrian Albums (Ö3 Austria)                 | 1               |
| Бельгія Belgian Albums (Ultratop Flanders)           | 1               |
| Бельгія Belgian Albums (Ultratop Wallonia)           | 5               |
| Канада Canadian Albums (Billboard)                   | 20              |
| Данія Danish Albums (Hitlisten)                      | 1               |
| Нідерланди Dutch Albums (MegaCharts)                 | 1               |
| Фінляндія Finnish Albums (Suomen virallinen lista)   | 5               |
| Франція French Albums (SNEP)                         | 7               |
| Німеччина German Albums (Offizielle Top 100)         | 2               |
| Ірландія Irish Albums (IRMA)                         | 3               |
| Ірландія Irish Independent Albums Chart              | 1               |
| Італія Italian Albums (FIMI)                         | 18              |
| Нова Зеландія New Zealand Albums (Recorded Music NZ) | 1               |
| Норвегія Norwegian Albums (VG-lista)                 | 2               |
| Польща Polish Albums (OLiS)                          | 2               |
| Португалія Portuguese Albums (AFP)                   | 1               |
| Іспанія Spanish Albums (PROMUSICAE)                  | 4               |
| Шотландія Scottish Albums (OCC)                      | 3               |
| Швеція Swedish Albums (Sverigetopplistan)            | 3               |
| Швейцарія Swiss Albums (Schweizer Hitparade)         | 2               |
| Велика Британія UK Albums (OCC)                      | 3               |
| Велика Британія UK Indie (OCC)                       | 1               |
| США Billboard 200                                    | 29              |
| США Top Alternative Albums (Billboard)               | 8               |
| США Independent Albums (Billboard)                   | 6               |
| США Top Rock Albums (Billboard)                      | 9               |
| США Top Tastemaker Albums (Billboard)                | 1               |

| Чарт (2013)                        | Позиція |
| ---------------------------------- | ------- |
| Australian Albums (ARIA)           | 83      |
| Austrian Albums (Ö3 Austria)       | 66      |
| Belgian Albums (Ultratop Flanders) | 9       |
| Belgian Albums (Ultratop Wallonia) | 106     |
| Dutch Albums (Album Top 100)       | 37      |
| French Albums (SNEP)               | 176     |
| UK Albums (OCC)                    | 156     |

| Чарт (2014)                        | Позиція |
| ---------------------------------- | ------- |
| Belgian Albums (Ultratop Flanders) | 160     |

## Сертифікація
| Країна                | Сертифікація | Продажі |
| --------------------- | ------------ | ------- |
| Данія (IFPI)          | Золотий      | 10 000  |
| Велика Британія (BPI) | Срібний      | 60 000  |